# Michael Bartsch
Michael Bartsch (* 19. April 1953 in Meiningen) ist ein freier Journalist und Autor in Sachsen.

## Leben
Michael Bartsch wurde 1953 in Meiningen geboren und wuchs in Erfurt auf. Seit 1971 lebt er in Dresden, wo er von 1971 bis 1975 Ingenieurwissenschaften an der Technischen Universität studierte.
Nach seinem Abschluss arbeitete er als Wartungsingenieur im Rechenzentrum Lufttechnische Anlagen in Dresden-Klotzsche.
In der Wendezeit wechselte er zum Journalismus. Er gründete mit dem späteren Dresdner Oberbürgermeister Herbert Wagner 1990 die Bürgerrechtszeitung Sachsenspiegel. Nach Einstellung derselben im Jahr darauf arbeitete er als Pressesprecher des Sächsischen Landtages und bis Mitte 1992 als Redakteur bei der Leipziger Volkszeitung. Bartsch ist Mitglied der Unabhängigen Schriftsteller Assoziation Dresden.
Seit 1993 arbeitet Michael Bartsch als freier Journalist und Autor. Er ist Vater von sechs Kindern.

## Schriften
- Der Freistaat Sachsen baut. Staatshochbauamt Dresden, Dresden 1999
- Die Krähen sammeln sich. Gedichte, Dresden 2000, ISBN 3-931684-42-3
- Sächsisches Staatsministerium für Wissenschaft und Kunst. Sächsisches Staatsministerium der Finanzen, Dresden 2001
- Das System Biedenkopf. Der Hof-Staat Sachsen und seine braven Untertanen oder Wie in Sachsen die Demokratie auf den Hund kam. Ein Report, Berlin 2002, ISBN 3-360-01029-9
- als Mitverfasser: Kathedrale Dresden erbaut als Hofkirche. Baumaßnahmen des Freistaates Sachsen 1991–2002, Dresden 2002
- als redaktioneller Bearbeiter: Treffpunkt Forschung. Technische Universität Dresden, Dresden 2007
- Dresdner Masochismus – Die Unversöhnlichkeit des Brückenstreits vor dem Hintergrund einer jungen, labilen Demokratie. In: Dresdner Hefte 94, ISBN 978-3-910055-90-2
- als Mitverfasser: Sonate für Blockflöten und Schalmeien – Zum Umgang mit der Kollaboration heutiger CDU-Funktionäre im SED-Regime, Dresden 2009, ISBN 978-3-00-028062-7
- Schrille Nacht, die Sterne munkeln, Geschichten von Weihnachten und heute, Machtwortverlag 2010, ISBN 978-3-86761-086-5
- Dreißig Jahre und ein bisschen Waise. Texte und Gedichte aus Einheitsdeutschland., Verlag am Park, Berlin 2020, ISBN 978-3947094691